# Maihetoe Hekau
Maihetoe Hekau, née vers 1941, est une femme politique niuéenne.

## Biographie
Après son enseignement secondaire en Nouvelle-Zélande, elle retourne s'établir à Niué. Historienne amateur, elle co-écrit avec Vilisoni Kumitau le chapitre sur les origines des Niuéens (l'arrivée des premiers habitants sur l'île) dans l'ouvrage Niue: A History of the Island, un ouvrage de 1982 publié par l'université du Pacifique sud, la première histoire de Niué. En 1984, elle est interviewée par la chercheuse Barbara Moore quant aux méthodes d'enseignement primaire à Niué, pour la revue Journal of Educational Studies.
Elle épouse Tukala Makamau Hekau, dont elle aura treize enfants,. Aux élections législatives de 1990, son époux défie sans succès le Premier ministre Sir Robert Rex dans sa circonscription d'Alofi-sud, obtenant 40,8 % des voix tandis que Robert Rex conserve son siège avec 46,7 % des suffrages. Makamau Hekau remporte ce siège aux élections de 1993, après la mort de Robert Rex. Ce sera sa seule victoire ; après avoir siégé durant la législature 1993-1996, il est plusieurs fois candidat malheureux. Dans ce même temps, Maihetoe Hekau est la présidente de la Commission du Service public, haute fonctionnaire chargée du recrutement et de la formation des agents du service public du pays,.
Les époux Hekau se présentent tous deux sans succès aux élections de 2005. Makamau Hekau est battu à Alofi-sud par Organ Viliko, tandis que Maihetoe Hekau se présente au scrutin national, qui élit six des vingt membres du Parlement de Niué. Elle est initialement donnée gagnante à la sixième place, avec deux voix d'avance sur le ministre des Finances sortant, Toke Talagi, mais un recompte des voix les place à égalité. Un tirage au sort les départage, et donne le siège à Toke Talagi. Elle termine toutefois cinquième au scrutin national aux élections de 2008, et entre ainsi au Parlement. Membre de la majorité parlementaire du Premier ministre Toke Talagi, elle est brièvement ministre de la Santé et des Travaux publics par intérim lorsque la ministre O'love Jacobsen est absente du pays. Battue aux élections de 2011, elle ne se représente plus par la suite. Sa fille Sinahemana Hekau est toutefois élue députée en 2023.